# Seututie 183
Pour les articles homonymes, voir Route 183.
La route régionale 183 (finnois : Seututie 183) est une route régionale allant de Perniö à Salo jusqu'à Taalintehdas à Kemiönsaari en Finlande,,.

## Présentation
La seututie 183 est une route régionale de Finlande-Propre.

## Parcours
- Perniö, Salo
- Kemiö, Kemiönsaari (24,3 km)
- Dragsfjärd, Kemiönsaari (42,1 km)
- Taalintehdas, Kemiönsaari (49,3 km)

## Monuments le long de la route
- Forge de Mathildedal, Matilda à Perniön
- Parc national de Teijo, Perniö
- Canal de Strömma, Strömma
- Forge de Björkboda, Björkboda
- Forge et port de Taalintehdas, Taalintehdas